# کریم غیاثی مرادی
کریم غیاثی مرادی  (زاده ۱۳۳۶ شبستر) نماینده اصلاح طلب شبستر در مجلس ششم و مجلس هفتم و عضو کمیسیون کشاورزی، آب و منابع طبیعی مجلس بود.
وی دبیر، کارشناس بهداشت محیط سراب، رئیس مرکز بهداشت شبستر بوده است.